# Andrzej Jabłoński (supermaratończyk)
Andrzej Jabłoński (ur. 22 lutego 1936 w Kaliszu) – biegacz, supermaratończyk; mistrz i wicemistrz świata i Europy w biegach amatorskich, dwudziestosiedmiokrotny Mistrz Polski w biegach i duathlonie, uczestnik 135 maratonów.
106. zawodnik mistrzostw świata w biegu na 100 kilometrów (1995), trzykrotny reprezentant kraju w pucharze Europy na tym dystansie.
W 1994 roku pobiegł z Kalisza do zaprzyjaźnionego holenderskiego miasta Heerhugowaard; trasa liczyła 1200 kilometrów. W 1997 przebiegł 1577 km w biegu z Kalisza do Watykanu. W 1998 odznaczony Krzyżem Kawalerskim Orderu Odrodzenia Polski.

## Ważniejsze biegi i czasy
- 1986 Maraton Pokoju, Warszawa 2:55:02
- 1987 Maraton Ślężan, Sobótka  2:45:56
- 1987 Maraton Berliński  2:59:25
- 1987 Maraton Pokoju, Warszawa 2:55:00
- 1988 Maraton w Londynie       2:55:52
- 1988 Mistrzostwa Europy, Wrocław 2:57:13
- 1988 Maraton Pokoju, Warszawa 2:58:48
- 1988 Mistrzostwa Polski, Gorzów Wlkp. 2:59:26
- 1990 Maraton Ślężan, Sobótka  2:53:20
- 1990 Mistrzostwa Polski, Warszawa 2:56:30
- 1992 Maraton w Londynie       2:59:09
- 1992 Mistrzostwa Polski, Wrocław 2:56:22
- 1996 Mistrzostwa Polski, Lębork 2:55:52
- 1998 Maraton  Nowy Jork       2:59:05
- 1999 Wrocław Maraton         2:58:31
- Bieg 24 godzinny w Apeldorn, Holandia (przebiegnięte 211,300 km 1. miejsce w kat. M55, 7. miejsce w ogólnej klasyfikacji)
- 27 startów w biegach na dystansie 100 km m.in. Supermaraton Calisia
- 10-krotny zwycięzca w Maratonie Poznańskim w kat. M60-M70